# Niccolò Peretti
Niccolò Peretti (auch: Niccola Peretti oder Nicolaus Peretti; * um 1730; † nach 1781) war ein italienischer Opernsänger (Kastrat/Alt), Impresario und Freimaurer.

## Leben
Die exakten Lebensdaten des italienischen Kastraten Niccolo Peretti sind heute unbekannt. Sein künstlerischer Lebenslauf aber ist durch sein Wirken als Sänger dokumentiert. Erstmals trat Peretti in Venedig in Erscheinung, wo der Altist von 1745 bis 1746 tätig war und in Girolamo Abos’ Oper Artaserse debütierte. 1749 tauchte er in Turin auf, wo man ihn bis 1752 am Teatro Regio in Rollen aus Davide Perez’ Farnace (Gilade) und Baldassare Galuppis Il Dario erleben konnte. Zwei Jahre später wurde Peretti Mitglied im Ensemble der seinerzeit in ganz Europa bekannten Operngesellschaft des Giovanni Baptista Locatelli, der u. a. auch der junge Komponist Christoph Willibald Gluck angehört hatte. Locatelli brachte, wie auch andere Gesellschaften, die Opera buffa und Opera seria im 18. Jahrhundert in Städte ohne festes Theater oder hielt Gastspiele, beispielsweise in St. Petersburg, Prag oder Dresden. In diesen Jahren wurde Niccolo Peretti in Prag als Freimaurer aufgenommen und affiliierte später, wohl im Rahmen eines Gastspiels 1753, in die Freimaurerloge Minerva zu den drei Palmen in Leipzig.
In Hamburg, einer weiteren Station, verließ Peretti dann die Truppe Locatellis, um seine eigene italienische Operngesellschaft zu gründen und nannte sich fortan „Principal von dem Hamburgischen theatro“. 1755 führte der nunmehrige Impresario seine Sänger zu einer erfolgreichen Tournee durch Norddeutschland mit Auftritten in Lübeck und Schwerin, wo er u. a. Händels Tamerlano zur Aufführung brachte und selbst als Altkastrat die Titelrolle sang. Zu seinen Künstlern zählten der Konzertmeister Antonio Duri, die Sänger Dominica Lambertini, Anna Maluccelli, Agatha Sani und Luigi Palesi. Mitte April 1756 beendete Peretti das Gastspiel seiner Truppe, die wöchentlich zwei Aufführungen absolviert hatte, und ging zurück nach Hamburg. Hier löste sich die Gesellschaft auf und Peretti trat erst 1757 in Amsterdam wieder in Erscheinung. Sein Repertoire erstreckte sich vom Ritter Rinaldo in Händels gleichnamiger Oper (1710/1731), dem Tamerlan und Andronico, beide aus Tamerlano, einer weiteren Händel-Oper (1724), bis zum Ramiro in Cocchis drama per musica Nitocri – regina d'Egitto (1751) und dem Ernesto in Galuppis Il mondo della luna (1750).
In den 1760er Jahren kam Peretti nach London, wo er erstmals auch kompositorisch in Erscheinung trat. Gemeinsam mit Thomas Arne, dem Komponisten des bis heute überaus populären Rule, Britannia!, verfasste er 1762 die Oper Artaxerxes auf Basis eines Librettos von Metastasio. Die Premiere des Stücks fand im Royal Opera House Covent Garden statt, die Hauptrolle des Artaxerxes hatte Arne dem Altkastraten Niccolo Peretti auf den Leib geschrieben. Der erlebte in London den wahrscheinlichen Höhepunkt seiner Karriere und brillierte in zahlreichen Titelrollen. 1763 sang er zusammen mit der bekannten Regina Mingotti in Bertonis Cleonice regina in Siria, ein Jahr später erhielt er die Hauptrolle in Gian Francesco de Majos Alessandro und auch in Händels Siroe re di persia sang Peretti mit Cosroe die Titelrolle. Bereits in diesen Jahren trat Peretti mehrfach auch am Royal Theatre in Dublin auf, wo er sich zudem als Gesangslehrer und Impresario betätigte. Sein wohl bekanntester Schüler, der Tenor Michael Kelly, schrieb über seinen Lehrer in seinen 1826 veröffentlichten Memoiren: „Peretti [...] was a vero musico [...] ; he told me the beautiful air ‚In infancy our hopes and dreams‘ which was composed for him, and it made an impression on my mind never to be forgotten. He had a fine contralto voice and possessed the true portamento so little know in the present days.“ Bis ins Jahr 1781 sind Auftritte Perettis in seiner Rolle, dem Artaxerxes, belegt, danach verliert sich seine Spur im Nebel der Geschichte.
Als Kuriosum sei Perettis Erwähnung in den Memoiren (Geschichte meines Lebens) des Giacomo Casanova aufgeführt, der dem Sänger zweimal, 1748 in Italien und zuletzt 1763 in London begegnete: „Es klopfte an meiner Tür, und der angebliche Alfani verschwand, ohne daß ich nötig hatte, ihm meine Aufforderung zu wiederholen. Der neue Besucher war der neue Kastrat, der mich im Auftrag der Narici zum Essen einladen sollte. Ich fand die Einladung spaßhaft und nahm sie lachend an. Dieser Kastrat und Komiker hieß Niccola Peretti und behauptete, der Enkel eines natürlichen Sohnes von Papst Sixtus V. zu sein, was sehr leicht möglich sein kann. Fünfzehn Jahre später werde ich von ihm sprechen.“